# Parveen Babi
Parveen Babi, född den 4 april 1954, död den 20 januari 2005, var en indisk filmskådespelerska.
Parveen Babi var en av 1970-talets mest kända skådespelare i Indien och hon gjorde många filmer mot Amitabh Bachchan. Hon lämnade filmbranschen i början av 1980-talet. På grund av sjukdom var hon olycklig och deprimerad de sista åren av sitt liv.